# Episodi di Super Fun Night
La prima stagione della sitcom Super Fun Night è stata trasmessa sul canale statunitense ABC dal 2 ottobre 2013.
In Italia la stagione è trasmessa in prima visione a pagamento da Joi, canale della piattaforma Mediaset Premium, dal 31 ottobre 2014.
| nº | Titolo originale           | Titolo italiano             | Prima TV USA     | Prima TV Italia  |
| -- | -------------------------- | --------------------------- | ---------------- | ---------------- |
| 1  | Anything for Love          | Qualsiasi cosa per amore    | 2 ottobre 2013   | 31 ottobre 2014  |
| 2  | Three Men and a Boubier    | Tre uomini e una di noi     | 9 ottobre 2013   | 31 ottobre 2014  |
| 3  | Chick or Treat             | Dolcetto o scherzetto?      | 16 ottobre 2013  | 7 novembre 2014  |
| 4  | Engagement Party           | Festa di fidanzamento       | 23 ottobre 2013  | 7 novembre 2014  |
| 5  | Go with Glorg              | Cattiva per scelta          | 30 ottobre 2013  | 14 novembre 2014 |
| 6  | The Love Lioness           | Leonesse in amore           | 13 novembre 2013 | 14 novembre 2014 |
| 7  | The Set Up                 | L'appuntamento al buio      | 20 novembre 2013 | 21 novembre 2014 |
| 8  | Pilot                      | Qualche tempo fa            | 4 dicembre 2013  | 21 novembre 2014 |
| 9  | Merry Super Fun Christmas  | Un Natale super divertente  | 11 dicembre 2013 | 28 novembre 2014 |
| 10 | Li'l Big Kim               | A tempo di rap              | 8 gennaio 2014   | 28 novembre 2014 |
| 11 | Dinner Party               | Una cena elegante           | 8 gennaio 2014   | 5 dicembre 2014  |
| 12 | Hostile Makeover           | Il ponte dell'amicizia      | 15 gennaio 2014  | 5 dicembre 2014  |
| 13 | Let the Games Begin        | Ricominciare                | 22 gennaio 2014  | 12 dicembre 2014 |
| 14 | Lucindervention            | Una strega chiamata Lucinda | 29 gennaio 2014  | 12 dicembre 2014 |
| 15 | Cookie Prom                | La regina dei biscotti      | 5 febbraio 2014  | 19 dicembre 2014 |
| 16 | Lesbihonest                | Il bacio rubato             | 12 febbraio 2014 | 19 dicembre 2014 |
| 17 | ...Till the Fat Lady Sings | Il gran finale              | 19 febbraio 2014 | 26 dicembre 2014 |